# James Adamson
James Craig Adamson (* 3. března 1946 Warsaw, stát New York, USA) je bývalý astronaut NASA a voják armády Spojených států, kterou opustil jako plukovník. Je ženatý a má 3 děti. James Adamson se účastnil vesmírných misí STS-28 a STS-43. Po odchodu z NASA nastoupil do firmy AlliedSignal, odkud roku 2001 odešel. Adamson má odlétáno víc než 3000 hodin na více než 30 různých typech letadel a vrtulníků.

## Vzdělání
Adamson dokončil bakalářský titul v oboru inženýrství a byl povýšen na poručíka v armádě Spojených států na vojenské akademii ve West Pointu v New Yorku roku 1969. Roku 1977 absolvoval Master of Science v oboru letecké inženýrství na Princeton University. Dále dokončil bakalářský a magisterský výcvik pilotů, výsadkářské školení, trénink na přežití v arktických oblastech a v horách, školení o jaderných zbraních, základní a pokročilé důstojnické školení.
V roce 1980 nastoupil do výcvikového střediska v Houstonu jako jeden z velitelů a později prošel astronautickým výcvikem.

## Armáda
Jako vojenský zkušební pilot Adamson létat s letadly z výzkumu na Edwards Air Force Base, Princeton University, West Point, Naval Air Station Patuxent River a NASA Houston. Během války ve Vietnamu létal v oblasti Kambodži s leteckou kavalérií jako průzkumný pilot, velitel týmu a velitel leteckých misí. Létal také s několika mírovými jednotkami ve Fort Bliss v Texasu. Po dokončení magisterského titulu na Princetonu se stal asistentem aerodynamiky na americké vojenské akademii ve West Pointu. Zatímco byl ve West Pointu, vyvinul a učil kurzy mechaniky tekutin, aerodynamiky, výkonu letadel a stability a kontroly. Vybudoval také letecké laboratoře pro letové zkoušky a napsal knihu o výkonnosti letadla. Kromě toho, že byl experimentálním zkušebním pilotem a mistrem v armádním letectví byl Adamson také Certifikovaný profesionální inženýr a licencovaný komerční pilot.
V pozemních úkolech armády komandoval nukleárně-raketové jednotky v Evropě a ve Spojených státech.

## Lety do vesmíru
Poprvé se do vesmíru dostal na palubě raketoplánu Columbia na konci léta roku 1989. Šlo o pětidenní let, v rámci něhož se Adamson stal 218. člověkem ve vesmíru. Zaměření mise bylo z větší části vojenské, byla během ní vypuštěna špionážní družice k sledování území SSSR. Spolu s Adamsonem byli v raketoplánu Brewster Shaw, Richard Richards, David Leetsma a Mark Brown. Start byl z mysu Canaveral, přistání proběhlo na základně Edwards.
Druhý let absolvoval v raketoplánu Atlantis o dva roky později. I tentokrát letělo pět lidí, kapitán John Blaha, dále Michael Baker, Shannon Lucidová, David Low a James Adamson. Start i přistání byly na Floridě, let byl delší, plný řady experimentů a s vypuštěním družice TDRS-E.
- STS-28 Columbia (8. srpna 1989 – 13. srpna 1989)
- STS-43 Atlantis (2. srpna 1991 – 11. srpna 1991)

Později byl viceprezidentem Lockheed Engineering and Sciences Co. a v roce 2002 se vrátil do NASA.

## Vyznamenání a ocenění
Adamson byl oceněn "Gil Bennett Gold Standard Award" za řízení podniku. V roce 2007 byl uveden do Armádní letecké síně slávy. Obdržel také ocenění Army's Excellency In Competition Award a George S. Patton Award. Sklidil několik ocenění za výcvik pilotů s pevnými křídly a výcvik pilotů pro vícemotorové třídy. Při vzdušném boji v jihovýchodní Asii si vysloužil dva "Distinguished Flying Crosses", 18 leteckých medailí a tři Vietnamské kříže za chrabrost. Dále získal Defense Superior Service Medal, Defense Meritorious Service Medal, Meritorious Service Medal, dvakrát Army Commendation Medals, Bronze Star, NASA Exceptional Service Medal, dvakrát NASA Space Flight Medal a je držitelem světového rekordu za vynesení největší hmotnosti na oběžnou dráhu.